# Radical 206
Le radical 206, qui signifie le trépied sacrificiel, est un des 4 des 214 radicaux chinois répertoriés dans le dictionnaire de Kangxi composés de treize traits.
Le caractère Unicode de 鼎 est 9F0E.

## Caractères avec le radical 206
| nombre de traits          | caractères |
| ------------------------- | ---------- |
| Sans trait supplémentaire | 鼎         |
| 2 traits supplémentaires  | 鼏 鼑      |
| 3 traits supplémentaires  | 鼐 鼒      |